# Kiler Holding
Die Kiler Holding ist ein türkischer, in Güngören, Istanbul beheimateter Konzern. Die Wurzeln des Unternehmens reichen bis 1984 zurück als Hikmek Kiler einen Supermarkt eröffnete.
Die Geschäftsfelder des Konzerns sind in Einzelhandel, Energiewirtschaft, Tourismus und Baugewerbe angesiedelt. 

## Einzelhandel
Kiler ist türkeiweit der Betreiber von 172 Supermärkten (Stand 2010).

## Baugeschäft
Der Kiler-Konzern baut mit seiner Firma Biskon Yapı zurzeit (2008) einen voraussichtlich 750 Millionen US-Dollar kostenden Hochhauskomplex, den Sapphire of Istanbul, der mit einer Höhe von 261 m das vorläufig höchste Gebäude der Türkei ist. Der 64 Stockwerke hohe Turm wird, wenn er fertiggestellt ist, eine Fläche von über 158.000 m² umfassen. Zu den Besonderheiten des Hochhauses soll in einer Höhe von 163 m ein Golfübungsplatz gehören. Außerdem hat der Konzern türkeiweit noch andere Bauprojekte für Wohnungen und Einkaufszentren.

## Sonstiges
Vahit Kiler, der Bruder des Konzernvorstands, ist ein Mitglied der Adalet ve Kalkınma Partisi und Mitglied der Großen Nationalversammlung der Türkei.
Die Kiler-Gruppe wuchs einem im Nachrichtenportal Gündem Online veröffentlichten Artikel der Zeitung YedinciGün zufolge unter der AKP-Regierung seit 5 Jahren um 50 %.